# Carlos Andrade Marín
Carlos Andrade Marín (Quito, 15 de junio de 1904-5 de marzo de 1968 - Océano Atlántico, 5 de marzo de 1968) fue un médico y político ecuatoriano, concejal de Quito desde 1935 hasta 1938, alcalde y ministro de trabajo. Promovió la construcción del Estadio Nacional del Ecuador y también la construcción del edificio del Banco Central del Ecuador, durante su gestión como alcalde se inició la construcción del Palacio Legislativo y del aeropuerto de Quito.

## Biografía
Hijo de Francisco Andrade Marín y Victoria Malo Germán, fue hermano de Luciano Andrade Marín. Francisco fue un médico y encargado del poder ejecutivo del Ecuador. Terminó sus estudios secundarios en el Instituto Nacional Mejía, y posteriormente estudió medicina en la Universidad Central del Ecuador, motivado por la vocación de su familia paterna; obtuvo su título de médico en 1929. Se dedicó a la docencia, siendo profesor de zoología en el Instituto Nacional Mejía, convirtiéndose con el tiempo en rector del mismo.
Su cátedra de pediatría en la Universidad Central del Ecuador se enfocó en la situación precaria del país y de los niños de la época afectados por la desnutrición y por otras enfermedades, en el escenario de los conflictos bélicos entre Ecuador y Perú. Mientras ejercía como alcalde, el presidente de los Estados Unidos, Richard Nixon se encontraba en una gira internacional y al llegar a  Quito recibió las llaves de la ciudad.

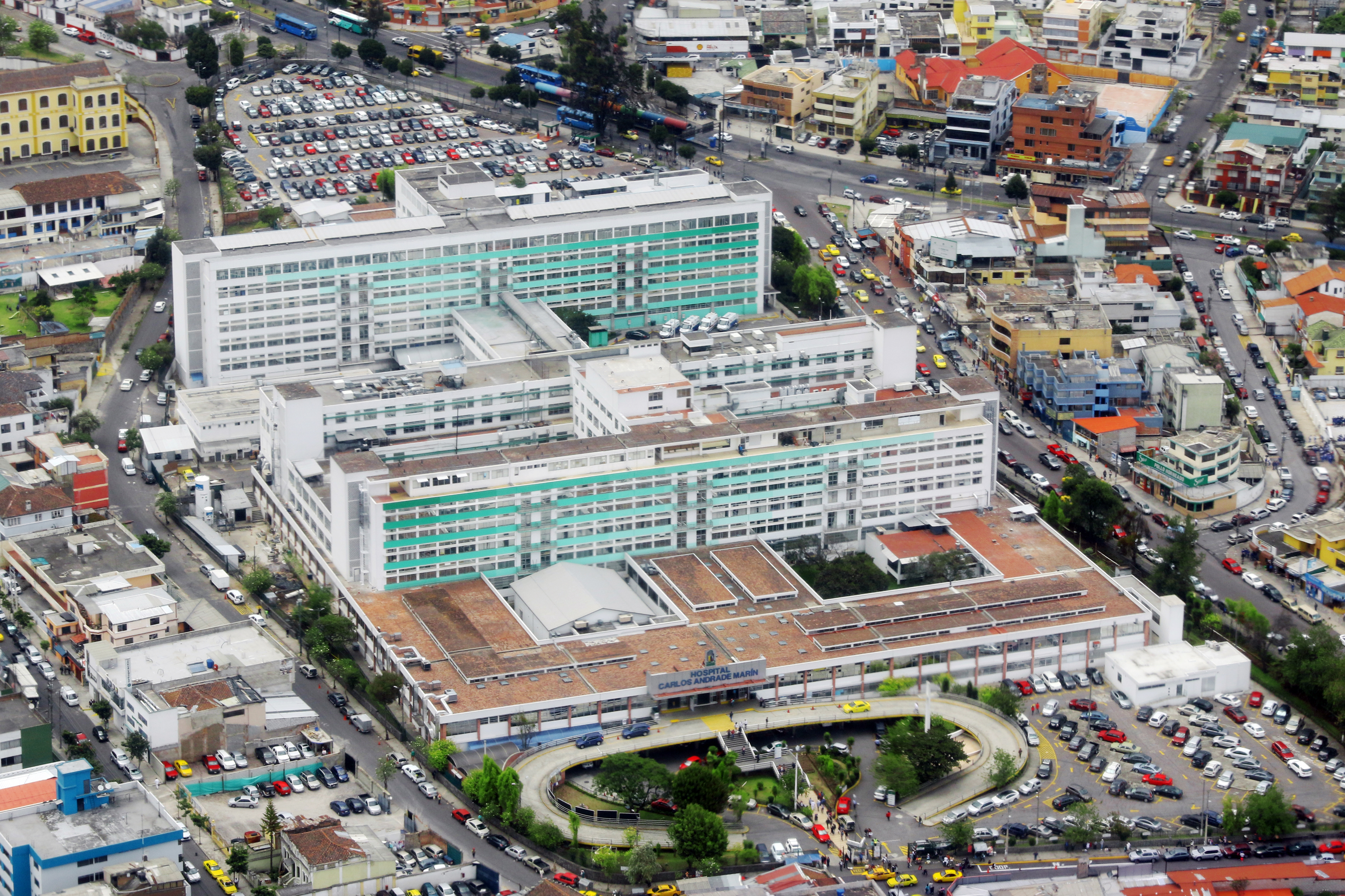
Hospital general de Quito, en honor a Carlos Andrade Marin.

Terminada su gestión pública, se desempeñó como médico en el Hospital de Niños Baca Ortiz, la Cruz Roja Ecuatoriana, la Liga Antituberculosa Ecuatoriana, la Sociedad Protectora del Niño Enfermo y la Federación Médica del Ecuador.

#### Fallecimiento
El 5 de marzo de 1968, mientras viajaba a Europa, el avión de Air France 212 en el que se dirigía sufrió un desperfecto sobre las Antillas y se estrelló en un monte en las islas del Océano Atlántico; no hubo ningún sobreviviente.

## Obras
- La protección a la infancia en el Ecuador.[5]
- Lo que toda madre debe saber.[6]
- La chicharra machacuy, venenosa víbora alada de las selvas.[7]
- Síntesis Semiológica de los aparatos respiratorio y circulatorio, del hígado y vías biliares y del dolor abdominal.[8]
- Siete clases sobre higiene social.[9]